# U–801
Az U–801 tengeralattjárót a német haditengerészet rendelte a brémai Deutsche Schiff und Maschinenbau AG-től 1940. december 7-én. A hajót 1943. március 24-én vették hadrendbe. Két harci küldetése volt, hajót nem süllyesztett el.

## Pályafutása
Az U–801 1943. november 13-án Bergenből indult első járőrútjára, kapitánya Hans-Joachim Brans volt. Az 57 napos vadászat az Atlanti-óceán északi részén nem járt eredménnyel. Második útjára a Monszun csoport tagjaként 1944. február 26-án futott ki. Március 16-án a USS Block Island repülőgép-hordozó egyik TBF Avenger harci gépe megtámadta a búvárhajót. A legénység egy tagja meghalt, kilenc megsebesült. Másnap a Zöld-foki-szigetektől nyugatra két Avanger és egy F4F Wildcat harci gép, valamint az amerikai haditengerészet két rombolója, a USS Cory és a USS Bronstein elpusztította. A legénység tíz tagja meghalt, 47 megsebesült.

## Kapitány
| Név                | Kezdőnap           | Zárónap         |
| ------------------ | ------------------ | --------------- |
| Hans-Joachim Brans | 1943. november 13. | 1944. január 8. |

## Őrjárat
| Indulás | Indulónap          | Érkezés | Zárónap           |
| ------- | ------------------ | ------- | ----------------- |
| Bergen  | 1943. november 13. | Lorient | 1944. január 8.   |
| Lorient | 1944. február 26.  | *       | 1944. március 17. |

* A tengeralattjáró nem érte el úti célját, elsüllyesztették